# (16513) Vasks
(16513) Vasks est un astéroïde de la ceinture principale.

## Description
(16513) Vasks est un astéroïde de la ceinture principale. Il fut découvert le 15 novembre 1990 à La Silla par Eric Walter Elst. Il présente une orbite caractérisée par un demi-grand axe de 2,59 UA, une excentricité de 0,06 et une inclinaison de 12,8° par rapport à l'écliptique.

## Compléments